# PENNY LANE 24
PENNY LANE 24（ペニーレーン・トゥエンティフォー）は、札幌市西区にあるライブハウスである。

## 概要
1982年、前身となるライブハウス「PENNY LANE」がすすきので開店。1990年、イベント制作会社「ウエス」の本社下に移転。名称に所在地で駅名でもある二十四軒（24）が含まれるが、実際は地下鉄琴似駅に近い。札幌市中心部からやや離れた場所に位置し、住宅とビルが混在した地域に立地するものの、全国ツアーに組み込む有名アーティストも数多く、札幌の代表的なライブハウスの1つとなっている。公演はプロミュージシャンを中心に、お笑い、アマチュアまで幅広いジャンルを扱い、2011年からは、従来になかった演劇公演も行われている。ウエスやペニーレーン24主催の公演が比較的多いが、プロモーターに制限はない。

## 施設・アクセス
- 収容人数：立席 約500人、座席設置時 172席または203席
- 設備：音響機材、照明機材、ドリンクカウンター、コインロッカー（2Fカフェ50台、1Fロビー50台）
- 住所：札幌市西区二十四軒4条5丁目5-21 W'Sビル
- アクセス：地下鉄東西線 琴似駅5番出口から徒歩3分、琴似バスターミナルから徒歩4分、 JR琴似駅から徒歩13分 （駐車不可）

## エピソード
- 5代目店長はウエスの大槻正志。元音楽ライターで、尾崎豊から20歳の誕生日インタビューを指名されたという異色の経歴を持つ[1]。また、派手なパフォーマンスで腰を痛めたミュージシャンのためにマッサージの資格を取ったという逸話も持つ[2]。
- 公演で訪れるスタッフの間では、調理師免許を持つ大槻から振舞われる鍋が名物である。フジファブリック（当時）の志村正彦が自身のブログで紹介したことから、スタッフ・アーティストの間に広く知られることとなった[1][3]。
- スガシカオは「夜空ノムコウ」の歌詞をPENNY LANE 24の楽屋で書き上げ、FAXで東京に送信した[4]。
- 吉本興業札幌事務所開設初期のライブ会場として使われており、タカアンドトシや長谷川雅紀（錦鯉）が初めて漫才を披露した会場でもある[5][6]。

## 系列店
- KRAPS HALL（クラップスホール）立席 約200人、座席設置時 135席 パーク24との協業により2001年12月17日開業[7]、2019年12月31日閉店[8]。